# الدمينة (حبيش)

تعديل مصدري - تعديل

الدمينة محلة تابعة لقرية الفراوى، التابعة لعزلة الصدر بمديرية حبيش إحدى مديريات محافظة إب في الجمهورية اليمنية، بلغ تعداد سكانها 85 حسب تعداد اليمن لعام 2004.